# Sicalis
Sicalis – rodzaj ptaków z podrodziny haczykodziobków (Diglossinae) w rodzinie tanagrowatych (Thraupidae).

## Zasięg występowania
Rodzaj obejmuje gatunki występujące w Ameryce Południowej i Środkowej oraz w Meksyku.

## Morfologia
Długość ciała 9,8–15 cm; masa ciała 10,7–59 g.

## Systematyka

### Etymologia
- Sicalis: gr. σικαλις sikalis, συκαλλις sukallis lub συκαλις sukalis, συκαλιδος sukalidos – mały, czarnogłowy ptak wspomniany przez Epicharma, Arystotelesa i innych autorów, dotąd niezidentyfikowany, ale najprawdopodobniej był to jakiś gatunek z rodziny pokrzewkowatych, od συκη sukē – figowiec[6]. Friedrich Boie podczas opisu tego taksonu w 1828 roku być może pomyślał, że nazwa ta odnosi się do żółto i czarno upierzonego trznadla czarnogłowego, stąd nadał tę nazwę rodzajową szafrance złotogłowej[2][6].
- Gnathospiza: gr. γναθος gnathos – szczęka; σπιζα spiza – zięba, od σπιζω spizō – ćwierkać[7]. Gatunek typowy: Gnathospiza raimondii Taczanowski, 1877 = Sycalis taczanowskii Sharpe, 1888.

### Podział systematyczny
Do rodzaju należą następujące gatunki:
- Sicalis citrina von Pelzeln, 1870 – szafranka kanarkowa
- Sicalis taczanowskii Sharpe, 1888 – szafranka Taczanowskiego
- Sicalis uropigyalis (d’Orbigny & Lafresnaye, 1838)  – szafranka szaroucha
- Sicalis lebruni (Oustalet, 1891) – szafranka patagońska
- Sicalis luteocephala (d’Orbigny & Lafresnaye, 1838) – szafranka żółtogłowa
- Sicalis olivascens (d’Orbigny & Lafresnaye, 1838) – szafranka oliwkowa
- Sicalis mendozae (Sharpe, 1888) – szafranka pustynna – takson wyodrębniony z S. olivascens[9]
- Sicalis auriventris Philippi,RA,Sr. & Landbeck, 1864) – szafranka duża
- Sicalis raimondii Taczanowski, 1874 – szafranka peruwiańska
- Sicalis lutea (d’Orbigny & Lafresnaye, 1838) – szafranka żółta
- Sicalis flaveola (Linnaeus, 1766) – szafranka złotogłowa
- Sicalis columbiana Cabanis, 1851 – szafranka czerwonoczelna
- Sicalis luteola (Sparrman, 1789) – szafranka skromna